# Alfred Forke
Alfred Forke, född 12 januari 1867, död 9 juli 1944, var en tysk sinolog.
Forke blev professor vid Seminar für orientalische Sprachen i Berlin 1903 och vid Hamburgs universitet 1923. Han har vid sidan av tolkningar av fornkinesiska filosofiska författare (Lu heng 1907-11, Mê-ti, 1922) författat större filosofiska översikter som Die Gedankenwelt des chinesischen Kulturkreises (1927) och Geschichte der alten chinesischen Philosophie (1927).